# El amor y otras historias
El amor y otras historias (titulada: Sexo fácil, películas tristes en España) es una película de comedia romántica argentina-española de 2014 dirigida y escrita por Alejo Flah. Narra la historia de un guionista que debe escribir una comedia romántica, pero el proceso de escritura se estanca cuando debe afrontar su propia crisis amorosa de pareja. Está protagonizada por Ernesto Alterio, Quim Gutiérrez, Marta Etura y Julieta Cardinali. La película se estrenó el 16 de octubre de 2014 en las salas de cines de Argentina.
En España, la película fue estrenada el 22 de abril de 2015 en el Festival de Málaga bajo el título Sexo fácil, películas tristes, y su estreno en los cines fue el 24 de abril de ese año.

## Sinopsis
A pedido de un amigo productor de cine, Pablo desarrolla un guion para una película de comedia romántica ambientada en Madrid, sin embargo, en el medio del proceso creativo se frustra cuando su propia relación amorosa no marcha bien.

## Reparto
| Intérprete              | Personaje           |
| ----------------------- | ------------------- |
| Ernesto Alterio         | Pablo Diuk          |
| Quim Gutiérrez          | Víctor Montero      |
| Marta Etura             | Marina              |
| Julieta Cardinali       | Valeria             |
| Luis Luque              | Andrés              |
| Carlos Areces           | Luis                |
| Bárbara Santa-Cruz      | Clara               |
| María Alché             | Camila              |
| Mónica Antonópulos      | Lucía               |
| Silvina Acosta          | Adriana             |
| Joëlle Zilberman        | Chica fin de año    |
| Lola Ahumada            | Hija Andrés         |
| Santiago Linari         | Alumno Piano        |
| Federico Esquerro       | Amante Valeria      |
| Fiorella Kotsias        | Madre Hija Andrés   |
| Morena Brucoli          | Hija Andrés Clínica |
| Flavia Fernández Fierro | Pin Up Girl         |
| David Barreiros         | Camarero Martínez   |
| Crimsaiz                | Chico celebración   |
| Renat Shuteev           | The young dancer    |

## Recepción

### Comentarios de la crítica
La película recibió críticas mixtas por parte de la prensa. Alejandro Lingenti de La Nación señaló que «el primer problema que aparece en El amor y otras historias es su previsibildad: parece claro de entrada que la película irá reproduciendo una serie de lugares comunes de cientos de películas que hemos visto, y de hecho lo hace irremediablemente». Beatriz Molinari de La Voz del Interior destacó que «Alterio sostiene la película; a su lado, Julieta Cardinali compone correctamente un papel cercano al de las mujeres frustradas de las telenovelas; Luque regala humor y bipolaridad y Antonópulos pasa fugazmente sembrando misterio».
En una reseña para Página 12, Horacio Bernades escribió «lo que podría haber sido una comedia romántica vacía o de pura fórmula encontró las mejores manos: personajes creíbles, buenas actuaciones y un guion consistente hacen del film un interesante ejercicio sobre los artificios que pueblan al cine». Gustavo Castagna de Tiempo Argentino manifestó que «el traspié principal de El amor y otras historias es que sólo trabaja desde la superficie del género, rozando al clasicismo pero nunca ubicándolo en un terreno de tensión, apropiándose de sus códigos más visibles pero inclinándose hacia su costado más amable y menos críptico».

## Premios y nominaciones
| Lista de premios y nominaciones | Lista de premios y nominaciones | Lista de premios y nominaciones | Lista de premios y nominaciones | Lista de premios y nominaciones | Lista de premios y nominaciones |
| Año                             | Organización                    | Categoría                       | Nominado/a(s)                   | Resultado                       | Ref(s)                          |
| ------------------------------- | ------------------------------- | ------------------------------- | ------------------------------- | ------------------------------- | ------------------------------- |
| 2015                            | Festival de Málaga              | Mejor actor                     | Ernesto Alterio                 | Ganador                         | [ 11 ]                          |
| 2015                            | Premios Sur                     | Mejor diseño de vestuario       | Laura Renau                     | Nominada                        | [ 12 ]                          |